# Ilir Zeneli
Ilir Zeneli (Mitrovicë, 15 gennaio 1984) è un allenatore di calcio finlandese, tecnico del Lahti.